# Drouïa
Drouïa (en biélorusse et en russe : Друя) est un village de la voblast de Vitebsk, en Biélorussie. Sa population s'élevait à 1 500 habitants en 2006.

## Géographie
Drouïa est bâtie sur la rive gauche de la Dvina occidentale, à 30 km au nord-est de Braslaw. Drouïa est une ville frontalière — la Dvina occidentale délimite la Biélorussie et la Lettonie — et n'est accessible aux étrangers qu'avec un laissez-passer qui est en pratique presque impossible à obtenir. 

## Histoire
La localité, située sur une voie fluviale marchande, est mentionné par Mathias Strykowski au XVIe siècle, dans sa Chronique de la Pologne, de la Lituanie et de toutes les Russies de 1386. Drouïa (en latin : de Drucha villa) appartient à la principauté de Polotsk. Un château fort est construit au XIVe siècle pour surveiller la rive gauche. C'est ici qu'est rédigé vers 1580 le fameux évangéliaire manuscrit de Drouïa. Les troupes de la principauté de Moscou s'emparent de Drouïa en 1515 et en chassent l'armée du grand-duché de Lituanie, puis sont chassées à leur tour.
Le village et ses terres entrent en possession de la puissante famille princière des Sapieha en 1611. Il accède au statut de bourgade marchande en recevant en 1620 de Sigismond III de Pologne ses privilèges du droit de Magdebourg et son blason. Ses faubourgs sont entourés de remparts. Drouïa est occupée par les soldats de Michel Ier de Russie en 1632 et incendiée.
La bourgade connaît une période florissante avec l'arrivée des bernardins, grâce au prince Casimir-Léon Sapieha (1609-1656), qui y construisent leur abbaye et son église dédiée à la Sainte-Trinité (1643-1646). Les troupes du général Cheremetiev détruisent le château fort en 1654. La région entre dans l'Empire russe en 1793 au deuxième partage de la Pologne. Drouïa est à l'époque une ville commerçante de 3 400 habitants.
La famille Sapieha vend ses terres de Drouïa à la famille Milosz en 1824 qui y construit un nouveau château (c'est aujourd'hui une maison de repos) sur les fondations de l'ancien château des princes Sapieha.
Les bernardins sont chassés au milieu du XIXe siècle, comme l'avaient été auparavant les dominicains en 1832 (en conséquence de l'insurrection de novembre 1830) qui avaient fait construire un grand couvent avec une église dédiée à saint Antoine de Padoue en 1763-1773 (détruite en 1909). L'église de la Sainte-Trinité devient simple église paroissiale. Fermée par les autorités de la république socialiste soviétique de Biélorussie en 1944, elle est rendue au culte en 1989.
Drouïa est une ville de 5 472 habitants en 1904.
La région passe à la nouvelle Pologne indépendante en 1921 après des combats entre Polonais et bolchéviques. Les marianistes polonais y ouvrent une maison avec un lycée, le gymnasium Étienne Bathory (1923-1939), dans les ruines de l'ancien couvent bernardin et leurs œuvres rayonnent dans les environs. 
La région passe à la république socialiste soviétique de Biélorussie en septembre 1939 selon les accords du pacte germano-soviétique et ses notables sont emprisonnés ou déportés. En juin 1941, c'est la Wehrmacht qui l'envahit à son tour. Elle en est chassée le 6 juillet 1944 après de violents combats. Drouïa retourne à la Biélorussie soviétique. La population a diminué des trois quarts. Ce n'est plus qu'un village. Un ghetto juif a été créé à Drouïa pendant l'occupation allemande (1941-1944) et ses prisonniers ont ensuite été exterminés ou déportés. Une stèle rappelle leur mémoire dans l'ancien cimetière juif fondé au XVIe siècle.
Drouïa perd son statut de ville en 2006 pour devenir simple village.

## Galerie

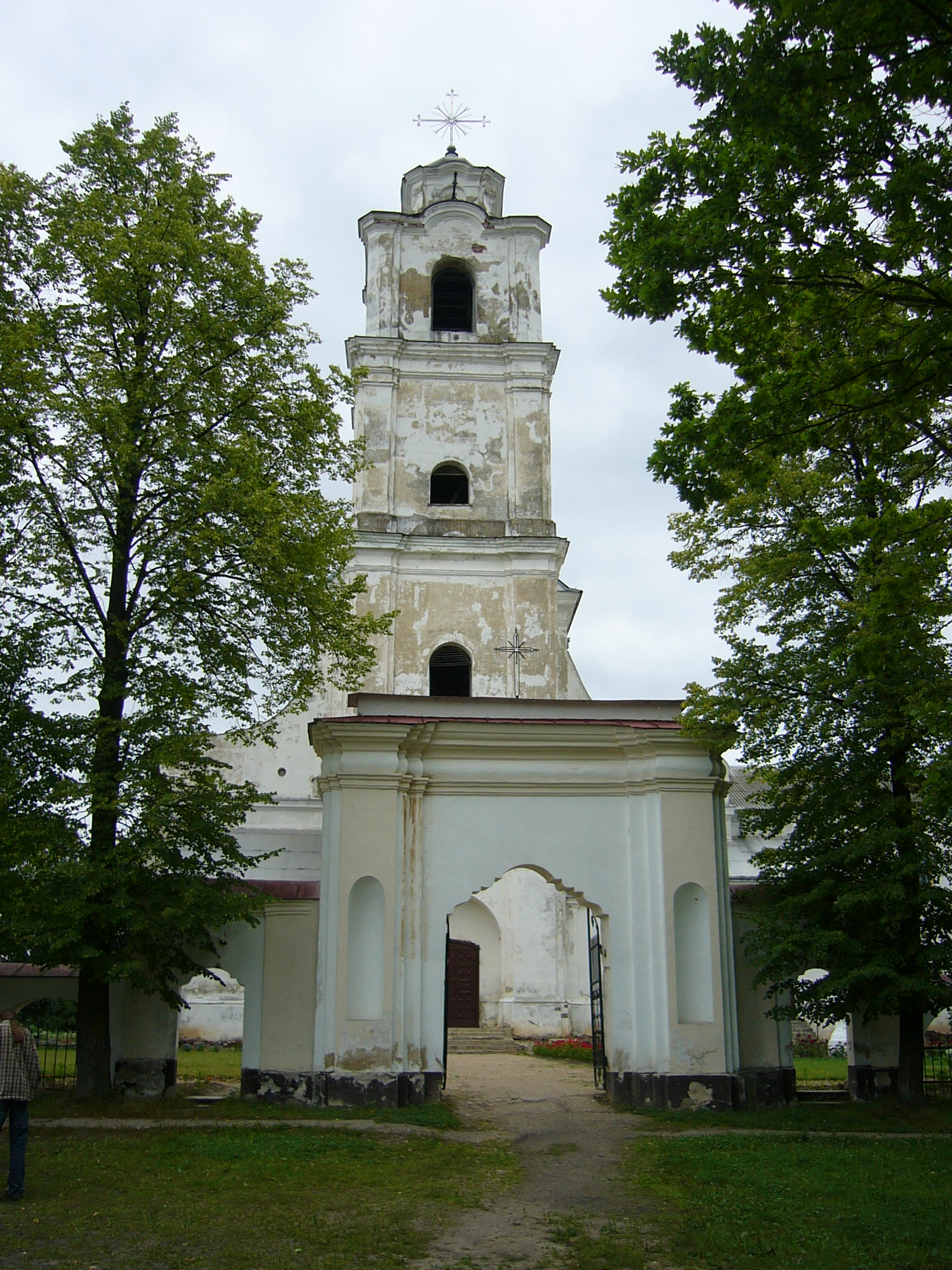
Entrée de l'église de la Sainte-Trinité
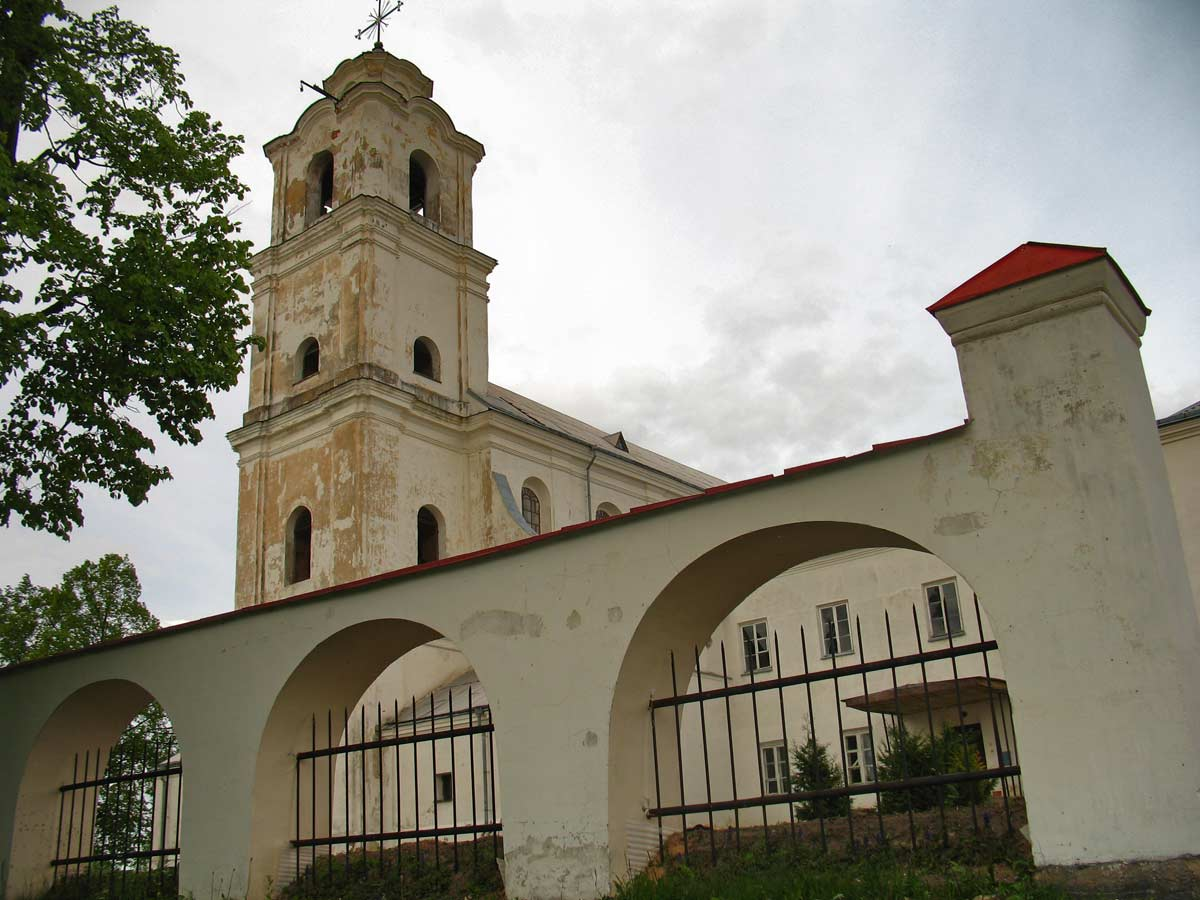
Vue du clocher de l'église
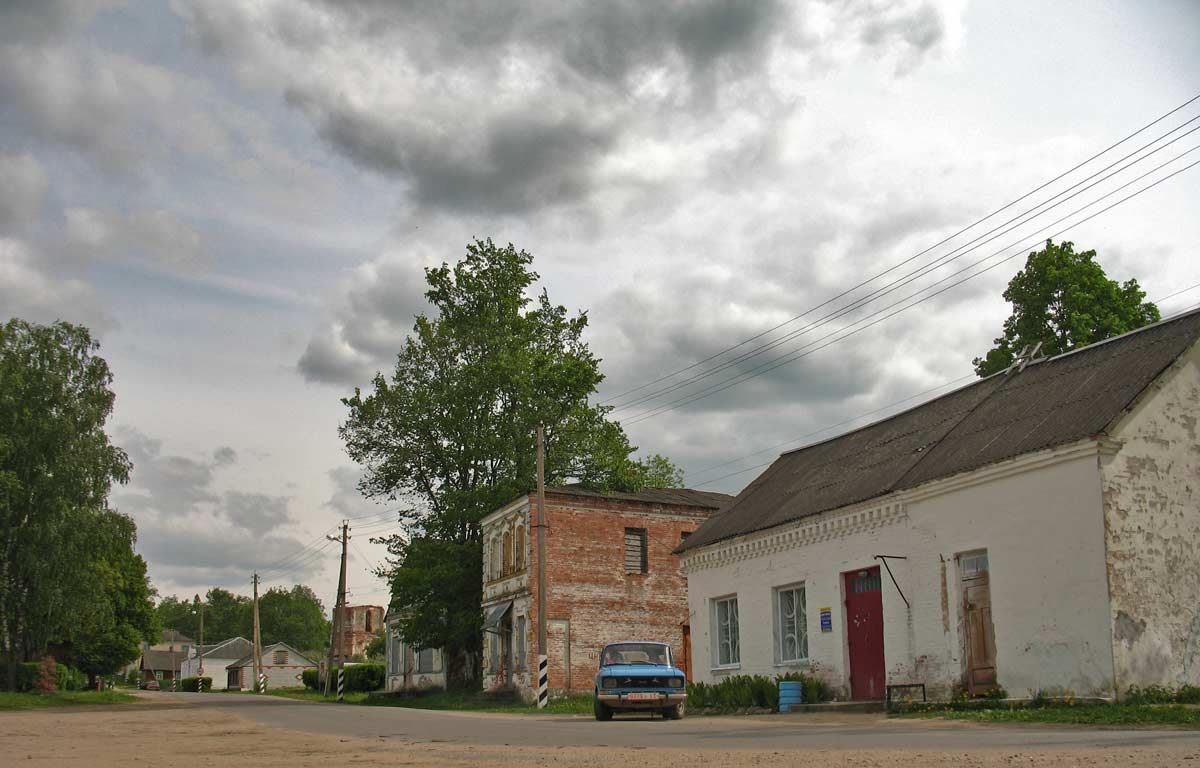
Rue centrale du village
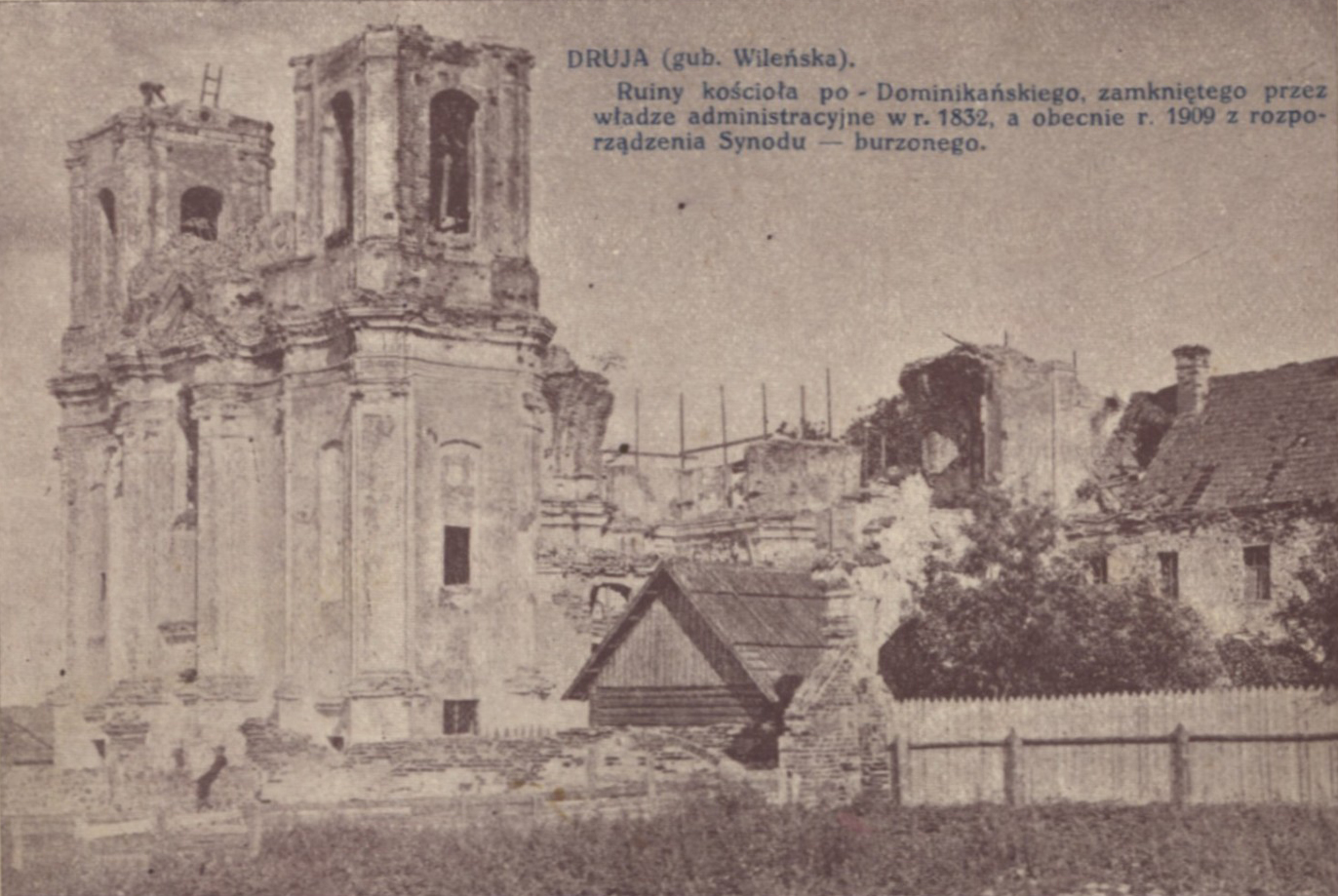
Ruines en 1909 de l'église dominicaine Saint-Antoine-de-Padoue

## Personnalités
- Zlata Lilina (1882-1929) révolutionnaire, pédagogue